# Iceland Defense Force

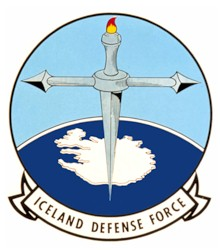
Wappen der Iceland Defense Force

Die Iceland Defense Force (IDF) war ein von den USA eingesetzter und betriebener Militärverband mit dem Hauptquartier in der isländischen Stadt Keflavík. Ihre Stationierung war durch den Kalten Krieg bedingt. Sie wurde auf Bitten der isländischen Regierung nach Eintritt des Landes in die NATO geschaffen und existierte von 1951 bis 2006. Sie war dem United States European Command unterstellt.
Die Angehörigen stammten vor allem aus dem United States Marine Corps, der United States Navy sowie der United States Air Force. Sie verfügte auch über lokale zivile Mitarbeiter und arbeitete eng mit den örtlichen Behörden zusammen, vor allem mit der isländischen Küstenwache. Island selbst verfügt nur über sehr eingeschränkte militärische Ressourcen (→Militärische Situation Islands).
Die Mannstärke betrug zuletzt ca. 1.350 US-Soldaten, 100 US-Zivilisten sowie 650 isländische Zivilisten. Ihr gehörten darüber hinaus Soldaten aus Norwegen, Dänemark, Großbritannien und Kanada an. Auch Angehörige der isländischen Feuerwehr waren Teil der Iceland Defense Force.
Grundsätzlich wurde der Name des Verbands nach den Regeln des amerikanischen Englisch stets ausgeschrieben, da das Akronym IDF vor allem mit den gleichartig abgekürzten israelischen Streitkräften verwechselt werden könnte.
Am 15. März 2006 verkündete der US-Botschafter einseitig die Auflösung des amerikanischen Kontingents. Am 30. September 2006 verließen die letzten Soldaten Keflavík. Über die künftige Erfüllung des bilateralen Verteidigungsabkommens wird verhandelt. Es zeichnet sich jedoch ab, dass künftig die nordeuropäischen NATO-Partner Dänemark (Seeverteidigung) und Norwegen (Luftverteidigung) gemeinsam mit der isländischen Küstenwache und Polizei die zentralen Aufgaben der isländischen Landesverteidigung übernehmen werden.